# Меркава (каббала)
Не следует путать с текстом «Маасе Меркаба».
Меркава (или меркаба; ивр. מֶרְכָּבָה‎ — «колесница») — термин, который используется в библейском видении пророка Иезекииля (Иез. 1:4—28), обозначая «Божественную колесницу-трон» (ивр. «Маасе Меркава»), в которую запряжены четыре крылатых существа («тетраморф»), каждое из которых имеет четыре крыла и четыре лица: человека, льва, тельца и орла.

## В Священных Писаниях

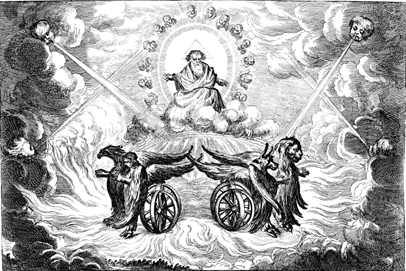

### В Ветхом Завете
…из средины его видно было подобие четырёх животных, — и таков был вид их: облик их был, как у человека; и у каждого четыре лица, и у каждого из них четыре крыла; а ноги их — ноги прямые, и ступни ног их — как ступня ноги у тельца, и сверкали, как блестящая медь. И руки человеческие были под крыльями их, на четырёх сторонах их; и лица у них и крылья у них — у всех четырёх; крылья их соприкасались одно к другому; во время шествия своего они не оборачивались, а шли каждое по направлению лица своего. Подобие лиц их — лице человека и лице льва с правой стороны у всех их четырёх; а с левой стороны лице тельца у всех четырёх и лице орла у всех четырёх. И лица их и крылья их сверху были разделены, но у каждого два крыла соприкасались одно к другому, а два покрывали тела их. И шли они, каждое в ту сторону, которая пред лицем его; куда дух хотел идти, туда и шли; во время шествия своего не оборачивались. И вид этих животных был как вид горящих углей, как вид лампад; [огонь] ходил между животными, и сияние от огня и молния исходила из огня. И животные быстро двигались туда и сюда, как сверкает молния. <...> на земле подле этих животных по одному колесу перед четырьмя лицами их. Вид колёс и устроение их — как вид топаза, и подобие у всех четырёх одно; и по виду их и по устроению их казалось, будто колесо находилось в колесе. Когда они шли, шли на четыре свои стороны; во время шествия не оборачивались. А ободья их — высоки и страшны были они; ободья их у всех четырёх вокруг полны были глаз. И когда шли животные, шли и колёса подле [них]; а когда животные поднимались от земли, тогда поднимались и колёса. <...> и у каждого были два крыла, которые покрывали их, у каждого два крыла покрывали тела их. И когда они шли, я слышал шум крыльев их, как бы шум многих вод, как бы глас Всемогущего, сильный шум, как бы шум в воинском стане; [а] когда они останавливались, опускали крылья свои.
— Иез. 1:5—24

## Традиционные предания

### В еврейской традиции
Тема Меркавы развивается в некоторых отрывках из Талмуда (самый известный из них — рассказ о четырёх мудрецах, вошедших в пардес) и в так называемой «апокалиптической литературе» (Книга Еноха, Четвёртая книга Ездры), в которой важную роль играет образ ангела Метатрона.

## В религиозной и оккультных традициях

### В иудаизме
Законоучители Талмуда запретили публичное толкование «Маасе Меркава». Ионатан бен-Уззиель (I век) объяснял «Дела колесницы» (מעשה מרכבה‬) как фантастическую аллегорию, а не как пророческое видение в небесных сферах. Такого рода объяснение было признано небезопасным с точки зрения иудаизма для широкой массы.
Мистика Божественной колесницы представляет собой параллель гностицизму в еврейской эзотерической традиции, поскольку она служила учением еретических еврейских сект I—II вв. (периода таннаев) и, в особенности, III—IV вв.

#### В каббале
Послужило одной из основ каббалистической литературы, получившей известность под названием «сифрут ха-меркава» (‘литература колесницы’), или «сифрут ха-хехалот» (‘литература чертогов’). В отличие от каббалы, стремящейся к постижению сущности Божества, центральной темой «сифрут ха-меркава» являются видения мистиков (иордей меркава), чья душа вознеслась к престолу Божьей славы (кавод); визуальные аспекты Бога, восседающего на небесном престоле. Этой литературе присущ описательный характер, а также специфическая терминология, унаследованная впоследствии каббалой; однако она лишена столь характерной для каббалы символики.

## В философии

### Маймонид
Третья часть «Путеводителя растерянных» Маймонида начинается с философского толкования пророчества Иезекииля о «Божественной колеснице», в котором он усматривает описание земного мира, небесных сфер и интеллектов — начал, которым сферы обязаны своим движением.

## В кинематографе
В фильме «Знамение» Небесная колесница предстаёт в виде космического корабля, вывозящего с гибнущей Земли «каждой твари по паре»; тетраморфы же предстают там хозяевами корабля — таинственными инопланетянами-«шептунами».